# 演出
演出（えんしゅつ）とは、物事を表現するときに、それを効果的に見せること。またはその役割を担当する者のこと。また、機械などの動作の装飾的な動きも演出と呼ばれる。

## 演劇の演出
演劇で演出を担当する者は演出家と呼ばれる。総合芸術である演劇において、全ての表現（俳優の演技・舞台美術など）を統括し、方向性を与え調和をはかる役割を持つ。同じ戯曲であっても、その演出家の個性によって演劇の色合いが大きく変わってくる。

### 種類
- デウス・エクス・マキナ - 絶対的な力を持つ存在（神）が現れ、混乱した状況に一石を投じて解決に導き、物語を収束させるという手法。

## 映画の演出
映画で演出を担当する者は映画監督と呼ばれる。

## テレビの演出
テレビ番組で演出を担当する者はディレクターと呼ばれる。テレビドラマに限らず、バラエティー番組などのあらゆるテレビ番組に演出が存在する。演出はいわば、番組の雰囲気を作るものであり、番組の出来不出来を分けるものといえる。
バラエティ番組ではスタッフロール上では番組全体の演出を掌るチーフディレクターを「演出」、副調整室で演出進行を執るディレクターやロケ取材担当ディレクター、フロアディレクター等を「ディレクター」として区別しているケースが多い。また、規模の大きい番組ではチーフディレクター数名のさらに上に立って指揮を執る「総合演出」という担当が存在する番組もある。ただし、一部の放送局やその他の系統の番組ではこれらの表記と異なる場合もあり、演出という肩書きをもって同じ業務内容であると判断することはできない。
美術・教養系番組の場合は「演出＝チーフディレクター」の場合がほとんどであり、演出のセンスがそのまま番組に投影されることとなる。
しかし、ニュース番組やドキュメンタリー番組や実録風のバラエティー番組など、「事実」を扱う番組においては、演出表現の行き過ぎによって、演出がやらせと認識されることもある。番組でのやらせが発覚した時に、その弁明として「あくまでも演出」である事が強調される場合がある。ニュース番組においては、有名人の発言のうち、放送局の主義主張に沿わない部分をカットして短くまとめたり、音声のみで映像のない収録素材を、過去の別の映像と組み合わせて使用することで、放送局が伝えたい内容を強化して解りやすくする狙いもある。
かつて、テレビドラマがフィルム仕様のテレビ映画とVTR使用のドラマに分かれていた（NHKのドラマはほとんど後者だった）時代は、前者については監督、後者については演出と呼び分けていた（往年のTBSは社員ディレクターに盛んに映画会社へ出向させてフィルム映画を経験させたため、円谷一、実相寺昭雄らは両方を経験している）が、現在はフィルムがほぼ姿を消したこともあり、特別な区別はない。

## アニメーションの演出
過去においては、「演出」とは、いわゆる映画における監督およびその行為を指す言葉であった。現在では、監督と演出が別々に立つ場合も多く、その場合は前者がシリーズ全体の総監督で後者が各話ごとの分担演出であったり、後者が補佐役であったり、分掌はケースバイケースである。
各話ごとに「演出」と単独で表示される者は、絵コンテを元に各セクションに演技や仕上がりのイメージ等を指示する仕事をする。この仕事の事を演出処理と呼ぶ。絵コンテは本来その話数を担当する演出家が執筆するものであったが、分業化が進んだ現在ではコンテと演出が分かれる場合も多い。
演出は上がってきたレイアウト、原画をチェックし、狙い通りであれば作画監督に回し、狙い通りでなければ修正を施したりリテイクを出す。他には監督の補佐、アフレコ・ダビング・編集の立ち会い、美術や色彩設計、撮影との打ち合せ、完成したカットのリテイク処理、予告映像の作成などを行う。制作進行やアニメーターとしてキャリアを積んだ者に任されるが、美術（神山健治）・仕上げ（岡嶋國敏）・撮影（錦織博・水島精二ほか）といった異業種からなる場合も少なくない。特に近年はデジタル化によって比重の強まった撮影やCG出身者が目立つようになっている。
担当者の個性が発揮される職務のひとつで、作画同様、このセクションで作品の良し悪しが決まる場合も多い。

## 機械などの演出
機械の本質的な動きに加えて、見る人や使う人を楽しませる動きを行うことを演出と呼ぶ。例えば、ルーレットやスロット、ゲームで先に結果が決まっており、その位置に制御して止めることは演出である。